# Toxicoscordion
Toxicoscordion, biljni rod iz porodice čemerikovki, dio je tribusa Melanthieae. Postoji osam taksonomski priznatih vrsta otrovnih trajnica raširenih od zapadne Kanade na jug do sjevernog Meksika
Rod je nastao izdvajanjem nekih vrsta iz roda Zigadenus, a na isti način nastali su i rodovi Amianthium, Anticlea, i Stenanthium.

## Vrste
1. Toxicoscordion brevibracteatum (M.E.Jones) R.R.Gates
2. Toxicoscordion exaltatum (Eastw.) A.Heller
3. Toxicoscordion fontanum (Eastw.) Zomlefer & Judd
4. Toxicoscordion fremontii (Torr.) Rydb.
5. Toxicoscordion micranthum (Eastw.) A.Heller
6. Toxicoscordion nuttallii (A.Gray) Rydb.
7. Toxicoscordion paniculatum (Nutt.) Rydb.
8. Toxicoscordion venenosum (S.Watson) Rydb.

## Sinonimi
- Chitonia Salisb.